# Brillante (joyería)
Un brillante es un diamante u otra piedra preciosa, cortado en forma particular con múltiples facetas para tener un brillo excepcional. La forma se asemeja a la de un cono y proporciona máximo retorno de luz en la parte superior del diamante.
Incluso con las técnicas modernas, el corte y pulido de un cristal de diamante siempre resulta en una marcada pérdida de peso que rara vez es inferior al 50%. El corte brillante redondo es el preferido cuando el cristal es un octaedro, debido a que con frecuencia dos piedras se pueden cortar de un mismo cristal. Algunas formas extrañas de cristales como maclas tienen más probabilidades de ser cortado en un corte elegante, es decir, un corte que no sea el brillante redondo tradicional en el que la forma cristalina particular, tiende a sí misma.

## Facetas: proporciones y nombres
La talla redonda de diamantes fue desarrollada por Marcel Tolkowsky en 1919. El brillante redondo actual consta de 58 facetas (o 57 si se excluye la culata), normalmente cortado hoy en dos pirámides de bases enfrentadas: 33 en la corona (la mitad superior por encima de la media o cintura de la piedra), truncado relativamente cerca de su base en la cara, y 25 en el pabellón (la mitad inferior por debajo de la cintura), que tiene sólo la punta cortada para formar la culata, alrededor de los cuales en ocasiones se añade 8 facetas extra. En las últimas décadas, la mayoría de cinturas tienen facetas. Muchos tienen 32, 64, 80, o 96 facetas; estas facetas no se contabilizan en el total. Si bien el recuento de las facetas es estándar, las proporciones reales (altura de la corona y el ángulo, la profundidad de pabellón, etc) no están  universalmente acordados. Se puede hablar del corte estadounidense o el escandinavo estándar (Scan DN.), por citar sólo dos ejemplos.
Hoy en día el modelo «ideal» Tolkowsky ha sido usado en exceso. El modelo original fue una pauta general, ya que hay varios aspectos de corte de diamantes que no fueron investigados o contabilizados en este modelo.
Las figuras 1 y 2 muestran las facetas de un diamante brillante redondo.
Figura 1 supone que la parte "de grosor de la cintura" es el mismo espesor en todas las 16 "piezas de espesor". No tiene en cuenta los efectos de la indexación de facetas en la cintura superior.
Figura 2 es una adaptación del diseño de Marcel Tolkowsky, que se publicó originalmente en 1919. Desde 1919, las facetas bajo la cintura se han hecho más largas. En consecuencia, en el pabellón las facetas principales se hacen más estrechas.

## Clasificación de los cortes
La relación entre el ángulo de la corona y el ángulo de pabellón tiene el mayor efecto sobre el aspecto del diamante. Un ángulo ligeramente empinado del pabellón se puede complementar con una corona de ángulo superficial, y viceversa. 
Otras proporciones también afectan el aspecto del diamante:
- El radio de la cara es sumamente significativo.
- La longitud de las facetas cintura baja afecta si se pueden ver corazones y flechas en la piedra, bajo cierta vistas.

La mayoría de los diamantes brillantes redondos tienen aproximadamente el grosor de la cintura misma en todos las 16 "piezas de espesor".
El pulido y la simetría son dos aspectos importantes del corte. El grado de pulido describe la suavidad de las facetas del diamante, y el grado de simetría se refiere a la alineación de las facetas. Cuando el pulido es pobre, la superficie de una faceta puede quedar opaca, y puede crear destellos borrosos o apagados, apareciendo como si hubiese que limpiarlo constantemente. Con simetría pobre, la luz puede ser mal dirigida, ya que entra y sale el diamante.